# Мидий (вазописец)
Мидий — древнегреческий вазописец из Аттики, работавший в краснофигурном стиле в последней четверти V в. до н. э.
Своё имя Мидий неизвестный вазописец получил благодаря сохранившейся гидрии, созданной гончаром Мидием. На ней, а также на других своих вазах Мидий использовал для росписи всё пространство сосуда, размещая в двух расположенных друг над другом фризах изображения, повествующие о двух разных историях одновременно.
К работам Мидия достоверно причисляется менее десятка ваз, однако имеются вазы, которые называются исследователями «в стиле вазописца Мидия». Вазописцы, близкие по своему творчеству к Мидию, — Аристофан и Айсон, а также Вазописец Париса из Карлсруэ и Вазописца свадеб из Афин, чьи работы иногда приписываются Мидию.
Человеческие фигуры на вазах Мидия часто выглядят танцующими, однако их расположение хорошо продумано и не создаёт впечатления беспорядочного нагромождения, обычного для массовых сцен на краснофигурных вазах. Его стиль напоминает творчество вазописца Эретрии, что свидетельствует также о том, что Мидий был знаком с лучшими образцами классической скульптуры. Однако у изображений Мидия отличаются настроением и спокойствием. Положение тел иногда выглядит театрально. Изображения Мидия, в особенности орнаментальные ленты, разделяющие фризы, отличаются высоким качеством исполнения и точностью.
- На Викискладе есть медиафайлы по теме Мидий